# Diolcogaster dichromus
Diolcogaster dichromus är en stekelart som beskrevs av Saeed, Austin och Paul C. Dangerfield 1999. Diolcogaster dichromus ingår i släktet Diolcogaster och familjen bracksteklar. Inga underarter finns listade i Catalogue of Life.